# Ron Klain
Ron Klain (n. Ronald Alan Klain; Indianápolis, Indiana; 8 de agosto de 1961) es un jurista y asesor político estadounidense, quien ha desempeñado varios cargos en las administraciones de Bill Clinton y Barack Obama. Miembro del Partido Demócrata, fue jefe de Gabinete de los vicepresidentes Al Gore (1995-1999) y Joe Biden (2009-2011).
A principios de 2020 Klain, quien había formado parte de varias campañas presidenciales, se incorporó a la campaña presidencial de Joe Biden como asesor especial.
Tras el triunfo de Biden en las elecciones presidenciales de 2020, el mismo anunció el 11 de noviembre el nombramiento de Klain como jefe de Gabinete de la Casa Blanca en su Administración.

## Biografía
Ronald Alan Klain nació en Indianápolis, capital del estado de Indiana, en el seno de una familia judía; su padre, Stanley Klain, era contratista de construcción, y su madre, Sarann Warner, una agente de viajes. Estudió en la North Central High School, de la que se graduó en 1979 después de representar al colegio, junto a otros compañeros, en un concurso televisivo de difusión nacional, llegando hasta la final. Cursó los estudios de grado en la Universidad de Georgetown, de donde se graduó en 1987 (summa cum laude). En 1987 obtuvo su doctorado en Derecho (magna cum laude) de la Escuela de Derecho Harvard, donde fue el editor en jefe del Harvard Law Review y ganó el premio Sears en su edición de 1985.
Entre 1983 y 1984 sirvió como director legislativo de Ed Markey y fue asesor jurídico del juez de la Corte Suprema Byron White en 1987-1988. En 1989 fue nombrado consejero jefe del Comité del Senado de los Estados Unidos sobre el Poder Judicial, cargo que ostentó hasta 1992, siendo responsable del trabajo del equipo legal en el ámbito del derecho constitucional, derecho penal, derecho de la competencia y nombramientos a la Corte Suprema. En 1995 fue nombrado director de personal del Comité del Liderazgo Demócrata en el Senado.